# Unteroffizierschule der Luftwaffe
An der Unteroffizierschule der Luftwaffe (USLw) werden an den Standorten Appen und Heide künftige Unteroffiziere und Feldwebel der Luftwaffe aus- und weitergebildet.

## Geschichte

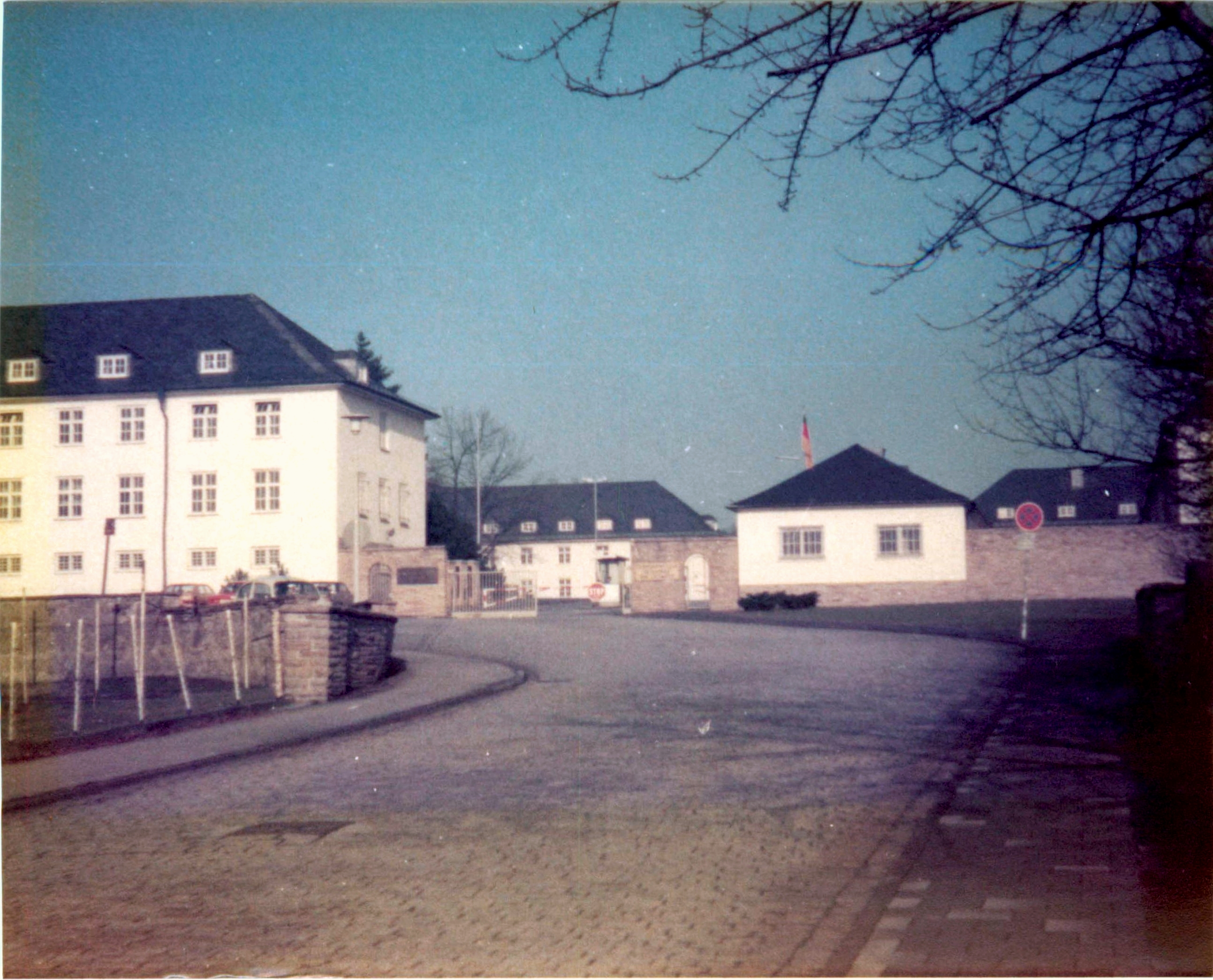
Der Haupteingang der Bernhard-Hülsmann-Kaserne – Truppendienstliche Fachschule der Luftwaffe in Iserlohn

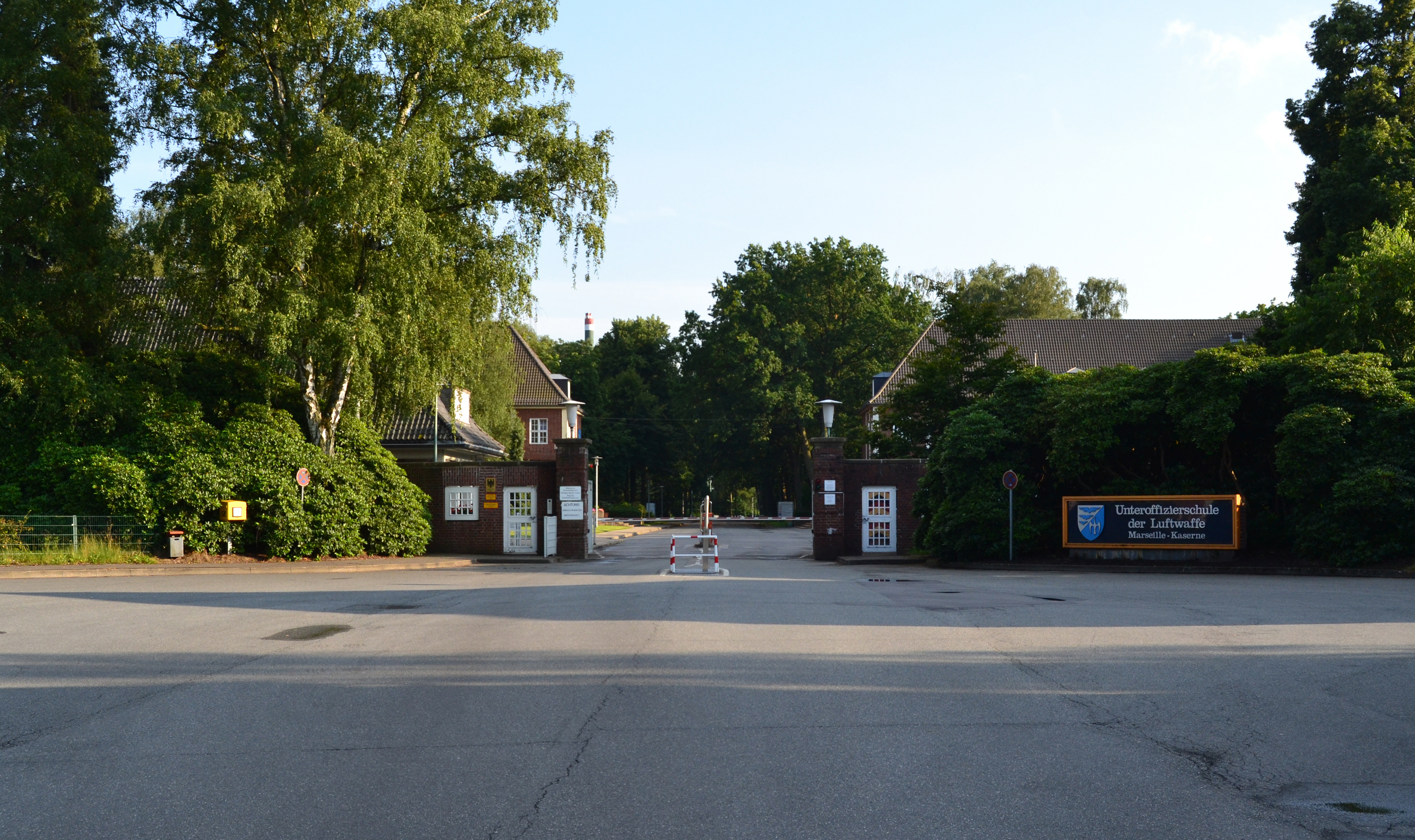
Der Haupteingang der Unteroffizierschule der Luftwaffe in Appen

### Unteroffizierschule der Luftwaffe (1964–1971)
Die Unteroffizierschule der Luftwaffe wurde zum 1. Mai 1964 in Gürzenich bei Düren aufgestellt. Im Oktober 1964 begann die Ausbildung für etwa zehn Prozent besonders ausgesuchter Unteroffiziere. Die meisten der Unteroffiziere wurden in den Verbänden der Luftwaffe ausgebildet.
Im Juli 1971 wurde die Unteroffizierschule der Luftwaffe von Gürzenich nach Iserlohn verlegt, wo sie im Oktober 1971 aufgelöst und mit der Truppenschule der Luftwaffe zur Truppendienstlichen Fachschule der Luftwaffe zusammengefasst wurde. Die Unteroffiziersausbildung wurde daraufhin ausschließlich in den Unteroffizier-Lehr- und Sicherungsstaffeln der Verbände durchgeführt.

### Unteroffizierschule der Luftwaffe (seit 1988)
Im Jahr 1988 wurde die Unteroffizierschule der Luftwaffe in der damaligen Marseille-Kaserne, heute Jürgen-Schumann-Kaserne, in Appen erneut aufgestellt. Die Ausbildung erfolgte zeitweise noch räumlich getrennt an verschiedenen Standorten.
Ab August 1990 bis 2002 wurde die Feldwebelausbildung der Luftwaffe in der Eggerstedt-Kaserne in Pinneberg durchgeführt. Weitere Standorte waren vom 1. Januar 1990 bis zum 30. Juni 1994 Neu Tramm und abermals Iserlohn, bis 1998 Wangerland, bis 2001 Diepholz und bis 2008 Mosbach. Außerdem waren zwischenzeitlich Inspektionen in Lagerlechfeld stationiert (1997 bis 2002).
Im Oktober 2005 wurde das III. Bataillon des Luftwaffenausbildungsregiment 1 in Heide zur III. Lehrgruppe der Unteroffizierschule der Luftwaffe umgegliedert, seit 2006 wird auch Personal der Luftwaffe an der Schule für Feldjäger und Stabsdienst der Bundeswehr zentral als Personalfeldwebel, Rechnungsführer und Verschlusssachenverwalter ausgebildet.
2013 wurden die Lehrgruppe Ausbildung und die III. Lehrgruppe der Unteroffizierschule der Luftwaffe aufgelöst. Die Aufgaben der Lehrgruppe Ausbildung übernahm der dafür personell angepasste S3-Bereich. Die Aufgaben der III. Lehrgruppe wurden von der II. Lehrgruppe übernommen.

## Auftrag
Die Unteroffizierschule der Luftwaffe bildet Soldaten zum Vorgesetzten und militärischen Führer, Erzieher und Ausbilder für die unterschiedlichen Luftwaffenverbände aus. Es ist vorgesehen, dass alle Unteroffiziere der Luftwaffe mindestens einmal während ihrer Laufbahn einen Lehrgang bei der Unteroffizierschule der Luftwaffe absolvieren.

## Organisation
Die Unteroffizierschule der Luftwaffe ist heute dem Luftwaffentruppenkommando unterstellt.
Sie wird geführt durch den Kommandeur im Dienstgrad Oberst, der durch den Schulstab unterstützt wird. Die Schule gliedert sich in die I. Lehrgruppe mit sieben Inspektionen am Standort Appen und die II. Lehrgruppe mit sechs Inspektionen am Standort Heide. Für die Bereitstellung der Ausbildungsmittel und den Betrieb eines modernen Fachmedienzentrums am Standort Appen ist die Ausbildungsunterstützungsgruppe verantwortlich. Diese betreibt zudem zwei Fachinformationsstellen in Appen und Heide.
I. Lehrgruppe
Die I. Lehrgruppe (LehrGrp) führt die Ausbildung der Unteroffizier- und Feldwebelanwärter durch. Die allgemeinmilitärische Ausbildung umfasst die Lehrgänge Unteroffizierlehrgang/Feldwebellehrgang Teil I sowie Feldwebellehrgang Teil II und III für aktives Personal. Im Rahmen der Reservistenausbildung werden die Allgemeine Streitkräftegemeinsame Soldatische Ausbildung (ASSA) sowie die Laufbahnausbildung für Reservisten zum Unteroffizier und Feldwebel durchgeführt.
Im Rahmen der Allgemeinmilitärischen Fort- und Weiterbildung werden zusätzlich der Weiterbildungslehrgang für Berufsunteroffiziere, Seminare für Erziehung in der Luftwaffe sowie die Sprachenausbildung Englisch durchgeführt. Die Fachausbildung „Ausbildungslehre für Lehrfeldwebel“ schließt mit einer Prüfung vor der Industrie- und Handelskammer ab.
II. Lehrgruppe
Die II. Lehrgruppe ist für den Unteroffiziergrundlehrgang, die allgemeinmilitärische Grundausbildung für Unteroffizier- und Feldwebelanwärter zuständig. Zudem wird die Sprachenausbildung Englisch in Heide durchgeführt.

## Kommandeure
| Dienstgrad, Name                    | Dauer der Verwendung |
| ----------------------------------- | -------------------- |
| Oberst Friedrich-Karl Krützmann     | 1964–1968            |
| Oberst Konrad Hofmann               | 1968–1971            |
| Brigadegeneral Hermann Hambach      | 1988 – 9/1993        |
| Brigadegeneral Günter Rudolf Kimmel | 10/1993 – 1997       |
| Brigadegeneral Erich Kiesenbauer    | 1997–2000            |
| Brigadegeneral Josef Priller        | 2000–2001            |
| Oberst Karl Heinrich Schreiner      | 9/2001 – 3/2004      |
| Oberst Roland Braun                 | 4/2004 – 3/2006      |
| Oberst Rolf Kirleis                 | 3/2006 – 8/2010      |
| Oberst Klaus-Christian Kuhle        | 8/2010 – 3/2015      |
| Oberst Markus Kurczyk               | 4/2015 – 9/2016      |
| Oberst Michael Skamel               | 9/2016 – 10/2020     |
| Oberst Thomas Berger                | 10/2020 – 3/2023     |
| Oberst Dietmar Hinze                | ab 4/2023            |